# Réseau russe de communication avec l'espace lointain

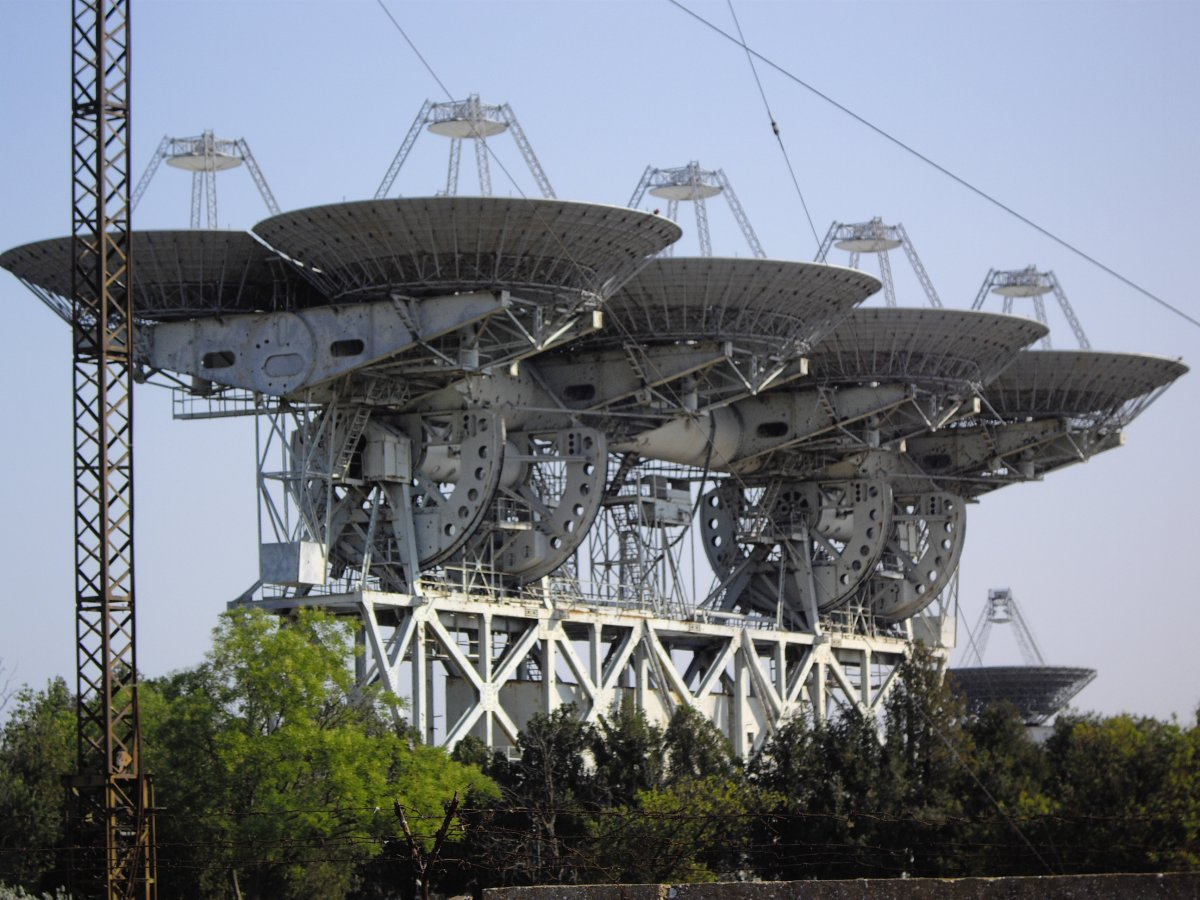
Stations d'émission au complexe de Pluton (Eupatoria, Crimée).

Le réseau russe de communication avec l'espace lointain (en russe : Восточный центр дальней космической связи, ВЦДКС) est un réseau d'antennes paraboliques et de moyens de communication chargé d'assurer le suivi des  missions spatiales de la Russie se déroulant dans le système solaire (sondes spatiales) ou en orbite haute. Ces missions se caractérisent par la faiblesse des signaux radio qui nécessite de disposer d'antennes paraboliques de grands diamètre avec des capacités de pointage fin. Ce réseau est également utilisé pour des observations radar du système solaire et de l'Univers. Comportant plusieurs stations réparties sur le territoire de l'ancienne Union soviétique, il a été progressivement mis en place à compter du début des années 1960 dans le cadre du développement du programme spatial soviétique. Les trois stations principales sont situées au lac Ours près de Moscou à Oussouriisk en Sibérie orientale près de Vladivostok) et à Eupatoria en Crimée. Le centre de contrôle se trouve à Moscou. 

## Historique

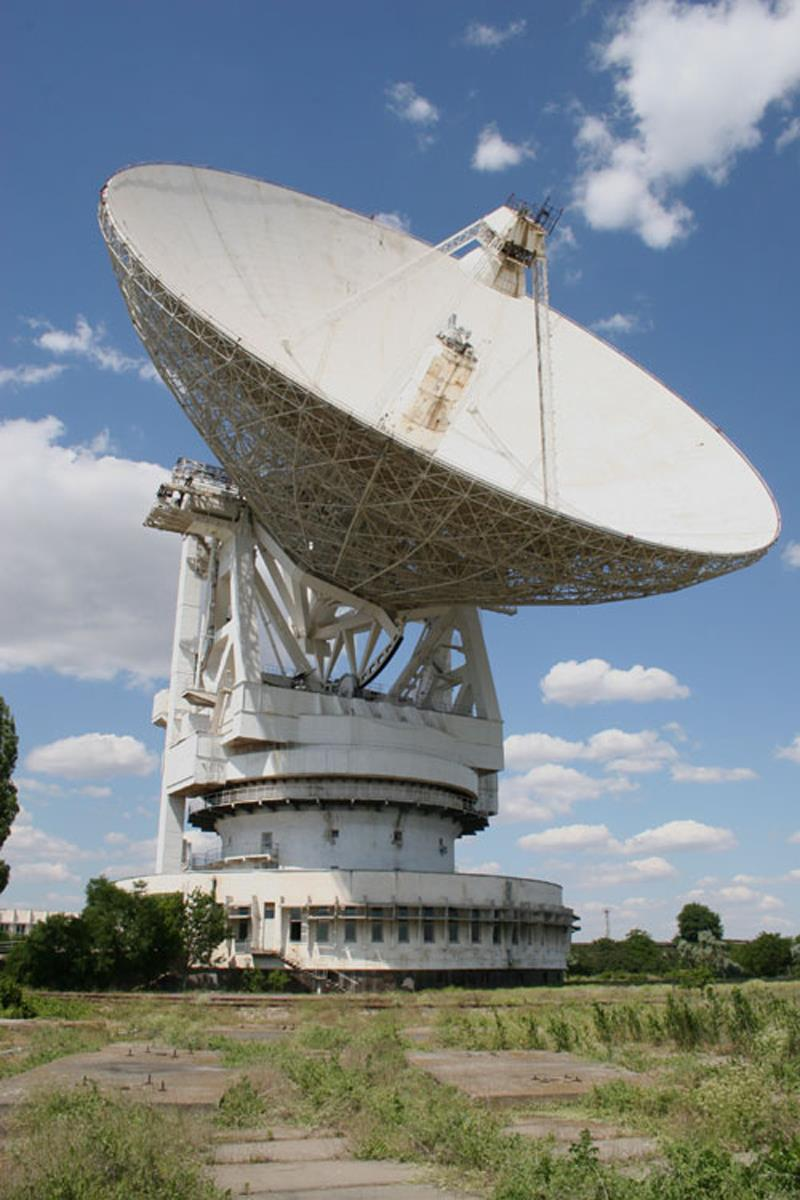
Antenne parabolique du radiotélescope d'Eupatoria.

### Le lancement du programme d'exploration du système solaire soviétique
Le premier réseau d'antennes du programme spatial soviétique était à l'origine constitué seulement de 13 stations terrestres chargées de suivre les satellites placés  en orbite basse autour de la Terre. Dès le début de l'ère spatiale (1957), les responsables soviétiques décident de développer des missions d'exploration du système solaire. Mais pour des missions interplanétaires  il était nécessaire de disposer d'antennes paraboliques plus grandes, d'émetteurs plus puissants ainsi que de récepteurs plus sensibles afin de pouvoir traiter les signaux rendus très faibles par la distance de la source (jusqu'à plus de 300 millions de kilomètres). C'est pour cette raison que le projet de construction de stations d'émission sur l'ensemble du territoire soviétique débute en 1959 afin de coïncider avec le lancement des programmes Venera (étude de la planète Vénus) prévu en 1960 et Mars.

### Construction de la station d'Eupatoria
Le premier site sur lequel sont implantées des antennes de suivi des missions interplanétaires est choisi par le responsable du programme spatial soviétique Serguei Korolev en 1957. Situé à Eupatoria en Crimée à l'extrême sud de l'Union soviétique, il présente l'avantage de permettre l'observation de régions de l'espace situées sous le plan de l'écliptique. Une première antenne parabolique de 22 mètres de diamètre est inaugurée en 1958 pour permettre le suivi des missions lunaires (programme Luna). La station d'Eupatoria prend sa forme définitive en 1960 et est inauguré le 27 septembre de cette année la veille de l'ouverture d'une fenêtre de lancement vers la planète Mars. La première mission soviétique vers Mars Marsnik 1 est lancée 1 mois plus tard (le 10 octobre). Korolev choisit d'édifier le réseau d'antennes en recyclant des pièces de navires. Les antennes reposent sur deux coques de sous-marins diesel retirées du service et soudées entre elles. Le treillis d'un pont de chemin de fer sert de support à la partie rotative issue de tourelles de croiseur de classe Stalingrad sur lesquelles sont montées les antennes paraboliques. La station de suivi comprend des antennes dédiées à la réception des signaux des sondes spatiales et chargées de l'émission de signaux. Les antennes de réception forment deux ensembles de 8 antennes paraboliques de 16 mètres de diamètre regroupées par sous-ensembles  de 4 antennes aux mouvements sont solidaires. Les signaux reçus sont situés dans la bande métrique (183,6 MHz), décimétrique (922,763 et 928,429 MHz/32 cm) et centimétrique (3,7 GHz/8 cm et 5,8 GHz/5 cm). Les émissions sont réalisées par un ensemble de 8 antennes de 8 mètres de diamètre installées sur un site situé plus au sud. L'émetteur Pluton d'une puissance de 120 kW fonctionne dans la bande décimétrique (768,6 MHz). Une antenne-relais fonctionnant en micro-ondes relie le site à une seconde station située à Simferopol qui achemine les signaux ensuite vers d'autres sites situés en Union Soviétique.
Comme le montrent des images satellites, une frappe de l'armée Ukrainienne du 23 juin 2024 provoque des dommages au complexe Pluton,,.

### Déploiement du réseau
Entre 1963 et 1968 deux antennes paraboliques de 32 mètres de diamètre de type Saturn sont installées à Eupatoria et Simferopol et cinq autres sont construites sur le site du cosmodrome de Baïkonour à Sary Chagan près de Balkhach, Shelkovo près de Moscou et Ienisseïsk en Sibérie. En 1979, une antenne Kvant de 70 mètres de diamètre est installée à Eupatoria. Par la suite une antenne de 64 mètres de diamètre est construite au Lac de l'Ours près de Moscou et une de 70 mètres Oussouriisk près de Vladivostok (en Sibérie orientale). Initialement, le centre de contrôle de l'ensemble du réseau d'antennes est situé à Eupatoria. Il est remplacé en 1974 par un nouveau centre de contrôle construit à Moscou.

## Les lacunes du réseau soviétique et russe
Contrairement au Deep Space Network de l'agence spatiale américaine (NASA) et depuis quelques années au réseau de l'Agence spatiale européenne, le réseau d'antennes soviético-russe ne permet pas un suivi permanent des sondes spatiales, car il ne dispose pas d'antennes réparties sur le pourtour de la planète. Cette lacune a entrainé des contraintes très fortes pour le déroulement des missions car elle imposait que certains événements cruciaux (injection sur une orbite interplanétaire, survol, insertion en orbite et atterrissages des sondes spatiales) se déroulent lorsque les stations étaient visibles depuis l'engin spatial. Pour réduire cette contrainte, les soviétiques déployaient une flotte de vaisseaux équipés de radars de suivi (tels que l'Akademik Sergey Korolev) mais qui ne pouvaient compenser que partiellement les lacunes du réseau du fait de la taille limitée des antennes paraboliques embarquées et de leur manque de sensibilité par temps agité.   

## Situation contemporaine
Au début de la décennie 2010, le réseau d'antennes mobilisables pour les communications spatiales lointaines est constitué de 3 antennes paraboliques principales  :
- Antenne de 64 mètres[7] au lac Ours près de Moscou ;
- Radiotélescope Galenki RT-70 (70 mètres, Oussouriisk en Sibérie orientale près de Vladivostok).
- Radiotélescope d'Eupatoria (70 mètres, Eupatoria, Crimée, Ukraine/Russie) ; Cette station est repassée sous commandement russe après l'annexion de la Crimée.

## Missions spatiales
Les missions les plus connues suivies par le réseau d'antennes  ont été :
- Venera 11 et Venera 12
- Venera 13, Venera 14, Venera 15, Venera 16
- Programme Vega
- Astron (sonde spatiale)
- Programme Phobos
- Granat
- Interbol
- RadioAstron (en 2011, Russie)
- Phobos-Grunt (en 2011, Russie)